# Gračišće
Gračišće (em italiano:  Gallignana) é um município da Croácia, situado no condado da Ístria. Tem 60,96 km² de área e sua população em 2011 foi estimada em 1.419 habitantes.